# Arsínoe IV
|  | Per a altres significats, vegeu «Arsinoe». |

Arsínoe IV fou reina d'Egipte el 48 aC. Era de la dinastia dels Ptolemeus. Era filla de Ptolemeu XII Auletes i germana de Ptolemeu XIII Filopàtor i Cleòpatra VII.
En les lluites entre Ptolemeu XIII Filopàtor i Cleòpatra VII, va reclamar els seus drets al tron i es va aliar amb Filopàtor en l'aixecament contra els romans, que dirigits per Juli Cèsar afavorien a Cleòpatra (48 aC). El seu tutor Ganimedes i les seves forces es van unir a les d'Aquil·les i ella va rebre el títol de reina, reconeguda pels alexandrins.
Quan Ptolemeu XIII va ser capturat per Cèsar, Arsínoe va fer matar Aquil·les i va nomenar Ganimedes comandant militar de la revolta. Ganimedes va obtenir alguns triomfs i va negociar l'alliberament de Ptolemeu XIII quedant Arsínoe com a ostatge al seu lloc.
Derrotada la revolta pels romans a finals de l'any 48 aC i mort Ptolemeu XIII el 47 aC, Cèsar se la va emportar a Roma i la va fer desfilar al seu triomf celebrat el 46 aC, on va suscitar la compassió del poble romà. Després Cèsar la va alliberar i la va retornar a Alexandria.
La seva germana Cleòpatra va convèncer a Marc Antoni de matar-la, l'any 41 aC. Arsínoe va ser assassinada tot i que havia fugit i s'havia refugiat al temple d'Àrtemis Leucofrine a Milet.